# Kunstprijs
Een kunstprijs is een erkenning van waardering voor het werk van een kunstenaar. Deze erkenning kan bestaan uit het toekennen van een geldbedrag, de mogelijkheid voor een overzichtstentoonstelling, het uitbrengen van een catalogus of een combinatie hiervan.

## Overzicht van kunstprijzen

### Internationale kunstprijzen
- Hasselblad Award, fotografie, uitgereikt sinds 1980
- Prix de Rome, sinds 1807
- SECA Art Award, (San Francisco Museum of Modern Art)
- Turner Prize, beeldende kunst, uitgereikt sinds 1984
- The Vincent Award, Europees, beeldende kunst, sinds 2000

### Kunstprijzen in België
- Prijs Jonge Belgische Schilderkunst, sinds 1950
- Godecharleprijs, sinds 1881

### Kunstprijzen in Nederland
Deze lijst is incompleet

#### Landelijk
- ABN AMRO Kunstprijs, sinds 2004
- Alcuinusprijs, sinds 1977
- Allianz Nederland Grafiekprijs, sinds 1994
- Am NAi Prijs, Architectuur, sinds 2002
- Amsterdamprijs voor de Kunst, sinds 2003
- BACA Award / The Vincent Award
- Beeldend Gesproken Kunstprijs, sinds 2005
- Geraert ter Borchprijs, sinds 1954 - 1970
- Françoise van den Bosch Prijs
- Buning Brongers Prijs
- Buys van Hultenprijs
- Capilux Alblasprijs
- Hendrik Chabot Prijs
- Cobra Kunstprijs Amstelveen
- Cohen Gosschalkprijs
- De Eerste Prijs
- Dutch Street Art Awards
- Thérèse van Duyl-Schwartze Portretprijs
- Fentener van Vlissingen Cultuurprijs
- Dr. A.H. Heineken Prijs voor de Kunst
- Drs. P Trofee
- Dolf Henkesprijs sinds 2004
- Aart van den IJsselprijs
- Wim Izaksprijs
- Jan Kassiesprijs
- B.J. Kerkhofprijs
- Charlotte Köhlerprijs
- Koninklijke Prijs voor Vrije Schilderkunst
- Kunstbeeld Groene Olijf
- Prijs van de Stichting Kunstenaarsverzet 1942-1945
- Frans Molenaar-prijs
- Philip Morris Kunstprijs
- Bernardine de Neeve Prijs
- O-68 prijs voor Nederlandse/Duitse beeldend kunstenaars
- Oeuvreprijzen Fonds BKVB, van 1992 tot 2011
- De Oeuvreprijzen
- Jeanne Oosting Prijs
- Charlotte van Pallandtprijs
- Gretha en Adri Pieckprijs
- Piket Kunstprijzen voor jonge professionele kunstenaars
- Nederlandse Portretprijs
- Benno Premselaprijs
- Prins Claus Prijzen
- Pritzker Prize
- Rabobank Kunstprijs
- Gerrit Rietveld Academie prijs
- A. Roland Holstprijs voor Kunst
- Rotterdam Maaskant prijs
- De Scheffer
- Sikkensprijs
- Singerprijs
- St-ART Grafiekprijs
- Talensprijs
- TENT. Academy awards
- Harrie Tillieprijs
- Van Bommel Van Dam Prijs
- Van Lanschot Kunstprijs
- Van Looy-prijs
- Johannes Vermeer Prijs
- Volkskrant Beeldende Kunst Prijs, sinds 2006
- H.N. Werkmanprijs
- Wilhelminaring
- Willink van Collenprijs
- Witteveen+Bos-prijs voor Kunst+Techniek, sinds 2001
- Wolfprijs, wetenschaps- en kunstprijs  (ISR)
- Wolvecampprijs

#### Lokaal
- Amsterdamprijs voor de Kunst, sinds 2003
- Boellaardprijs, oeuvre award voor kunstenaars met Utrechtse roots van 50 jaar of ouder.
- Drempelprijs voor studenten van de Willem de Kooning Academie, ingesteld in 1962
- Gerrit Benner Prijs voor Beeldende Kunst, Friesland, sinds 2003
- Hermine van Bers Beeldende Kunstprijs, voor Leiden / Maastricht sinds 2006
- Cohen Gosschalkprijs voor studenten van de Amsterdamse Rijksacademie, ingesteld in 1913
- Ouborgprijs, voor Haagse kunstenaars, sinds 1990
- Pendrecht Cultuurprijs, Rotterdam, sinds 1997
- Geraert ter Borchprijs, voor kunstenaars uit Overijssel, uitgereikt tussen 1954 en 1969
- Zeeuwse prijs voor Kunsten en Wetenschappen, uitgereikt tussen 1957 en 2006